# Lingua bunun
La lingua bunun (in cinese, 布農語) è una lingua austronesiana (ramo formosano)  parlata dal popolo Bunun a Taiwan. Secondo Ethnologue.com, nel [2008] la lingua era parlata da 38.000 persone.

## Classificazione
Il bunun fa parte della famiglia linguistica austronesiana che raggruppa più di 1200 lingue, parlate in una vasta area che va da Taïwan alla Nuova Zelanda, dalle Hawaii all'Indonesia, dall'Isola di Pasqua al Madagascar.
Questa famiglia viene suddivisa in due rami: 
- Lingue maleo-polinesiache
- Lingue formosane che raccoglie tutte le lingue parlate a Taiwan, non imparentate col cinese. Il bunun appartiene a questo secondo ramo.

## Dialetti
Il bunun è diviso in cinque dialetti principali : 
- l'isbukun, il dialetto dominante, principalmente parlato nel sud dell'isola.
- il takbanuaz, parlato nel centro dell'isola
- il takivatan, parlato nel centro dell'isola
- il takibakha, parlato nel nord
- il takituduh, parlato nel nord

## Scrittura
Come le altre lingue minoritarie di Taïwan, il bunun è dotato di una scrittura basata sull'alfabeto latino.

## Fonologia

### Vocali
|               | Vocale anteriore | Vocale centrale | Vocale posteriore |
| ------------- | ---------------- | --------------- | ----------------- |
| Vocale chiusa | i                |                 | u                 |
| Vocale aperta |                  | a               |                   |

### Consonante
|                      |                       | Consonante bilabiale | Consonante dentale | Consonante alveolare | Consonante alveolare | Consonante velare | Consonante glottidale |
| -------------------- | --------------------- | -------------------- | ------------------ | -------------------- | -------------------- | ----------------- | --------------------- |
| Consonante centrale  | Consonante laterale   | Consonante bilabiale | Consonante dentale |                      |                      | Consonante velare | Consonante glottidale |
| Consonante occlusiva | Consonante sorda      | p                    |                    | t                    |                      | k                 | ʔ                     |
| Consonante occlusiva | Consonante glottidale | b                    |                    | d                    |                      |                   |                       |
| Consonante fricativa | Consonante sorda      |                      |                    | s                    |                      | χ                 |                       |
| Consonante fricativa | Consonante sonora     | v                    | ð                  |                      |                      |                   |                       |
| Consonante nasale    | Consonante nasale     | m                    |                    | n                    |                      | ŋ                 |                       |
| Consonante liquida   | Consonante liquida    |                      |                    | r                    | ɫ                    |                   |                       |